# Feels (lied)
"Feels" is een lied uit 2017 van de Schotse dj Calvin Harris. Het wordt gezongen door de Amerikaanse artiesten Pharrell Williams, Katy Perry, en Big Sean die de rap verzorgt. Feels, uitgebracht door Sony Music, is de vierde single van Harris' vijfde studioalbum Funk Wav Bounces Vol. 1 (2017); de drie voorgaande singles waren "Slide", "Heatstroke" en "Rollin". Het werd in veel landen een top 10-hit; in onder meer België en het Verenigd Koninkrijk haalde het de eerste plaats.